# موش‌های آهویی بزرگ
موش‌های آهویی بزرگ (نام علمی: Megadontomys) نام یک سرده از زیرخانواده سینی‌دندانیان است.

## گونه‌ها
- Oaxaca giant deer mouse (Megadontomys cryophilus)
- Nelson's giant deer mouse (Megadontomys nelsoni)
- Thomas's giant deer mouse (Megadontomys thomasi)